# アハマディ県
アハマディ県（英語: Al Ahmadi Governorate, アラビア語: محافظة الأحمدي Muḥāfaẓat al-Aḥmadī）は、クウェートの県である。日本語では「アハマディ州」と表記されることもある。県都はアハマディ。

## 概要
1946年にクウェート県（アースィマ県）の南部を分割して設置される。1969年12月18日にサウジアラビアとの間に設けられていた「中立地帯」が両国で分割され、クウェート領となった2,590平方キロメートルの地域を編入した。1988年にはクウェート県の残余の部分の南部がファルワーニーヤ県として分割されたため、現在はアースィマ県とは隣接していない。
面積は5,120平方キロメートルに及び、クウェートの県ではジャハラー県に次ぐ広さだが大部分は砂漠のため人口密度は低い。

## 隣接する県
- 東部州
- ジャハラー県
- ファルワーニーヤ県
- ムバーラク・アル＝カビール県